# Colonel Bogey March

Deutsche Ausgabe der Single The River Kwai March – Colonel Bogey (1958) im damals typischen Firmenlochcover

Der Colonel Bogey March ist ein weltweit bekannter Militärmarsch. Er wurde 1914 vom britischen Militärmusikkapellmeister Frederick Joseph Ricketts geschrieben (besser bekannt unter seinem Künstlernamen Kenneth J. Alford). Bekannt wurde der Marsch durch den Film Die Brücke am Kwai aus dem Jahr 1957, in dem die alliierten Kriegsgefangenen der Kaiserlich Japanischen Armee die Melodie des Marsches pfeifen.
Während des Zweiten Weltkrieges wurde der Marsch im Vereinigten Königreich und den USA gerne mit vulgären Spotttexten gesungen, wie „Hitler has only got one ball“ („Hitler hat nur ein Ei“).
Malcolm Arnold komponierte 1957 für den Film den March from the River Kwai, der eine instrumentale Gegenmelodie zum im Film gepfiffenen Colonel Bogey March ist. Der March from the River Kwai wird heute noch mit dem Kriegsfilm in Verbindung gebracht. Mitch Miller arrangierte ein Medley aus beiden Märschen, das zu Beginn des Films zu hören ist, als die britischen Soldaten in das japanische Gefangenenlager einmarschieren. Das Medley besteht aus der gepfiffenen Melodie des Colonel Bogey March, über den der orchestrierte March from the River Kwai gelegt ist. 
1958 war The River Kwai March – Colonel Bogey, so der volle Titel, ein Nummer-eins-Hit in Deutschland und Top-20-Hit (als March from the River Kwai and Colonel Bogey) in den Vereinigten Staaten. In Deutschland wurde der Titel im März 1958 veröffentlicht (Philips #322 205 BF) und verblieb ab April drei Monate lang auf dem ersten Rang der Hitparade. Innerhalb von sechs Wochen waren in Deutschland 600.000 Exemplare verkauft, nach einem halben Jahr war bereits die Millionengrenze überschritten. Insgesamt wurden allein in Deutschland vier Millionen Exemplare umgesetzt. Mit seinen vier Millionen verkauften Einheiten war der Titel bis 1997 die meistverkaufte Single des deutschen Musikmarktes, erst Elton Johns Something About the Way You Look Tonight / Candle in the Wind 1997 löste die Single ab. Bis heute rangiert March from the River Kwai auf Rang zwei der meistverkauften Singles in Deutschland. Von seinem Musiklabel wurde Miller für den Erfolg in Deutschland mit einer Goldenen Schallplatte ausgezeichnet.
Wegen der Popularität des Medleys The River Kwai March – Colonel Bogey werden der Colonel Bogey March und seine Melodie fälschlicherweise häufig River Kwai March bzw. River-Kwai-Marsch genannt. In mehreren Filmen wird die Melodie in entsprechenden Situationen auch gepfiffen, so z. B. von den Nachsitzern in The Breakfast Club oder den Dinks in Mel Brooks’ Spaceballs. Später fand er als Werbemelodie für Underberg-Bitter Verwendung („Komm doch mit auf den Underberg!“). 
In der Schweiz wird auf die Melodie die Frage gesungen: „Frölein, heit dir mis Hündli gseh?“ – „Nenei, dä Cheib isch niene meh!“ („Fräulein, haben Sie mein Hündchen gesehen?“ – „Nein, nein, der Kerl ist nirgends mehr!“).